# UFC Fight Night: Yan vs. Dvalishvili
UFC Fight Night: Yan vs. Dvalishvili (también conocido como UFC Fight Night 221 y UFC on ESPN+ 79) fue un evento de artes marciales mixtas producido por Ultimate Fighting Championship que tuvo lugar el 25 de febrero de 2023 en el The Theater at Virgin Hotels en Paradise, Nevada, parte del área metropolitana de Las Vegas, Estados Unidos.

## Antecedentes
El local se conocía originalmente como The Joint (parte del Hard Rock Hotel and Casino) y acogió varios eventos de la UFC a principios de la década de 2000. Este evento marcará la primera visita de la promoción al lugar después de que fue rebautizado y el primero desde The Ultimate Fighter: Team Carwin vs. Team Nelson Finale en diciembre de 2012.
Se esperaba que un combate de peso semipesado entre Anthony Smith y Jamahal Hill encabezara el evento. Sin embargo, a mediados de diciembre, Hill fue retirado de la contienda para encabezar el UFC 283 contra el ex campeón Glover Teixeira por el título vacante. Smith fue programado más tarde para enfrentarse a Johnny Walker el 13 de mayo en UFC Fight Night 224.
El combate de peso gallo entre Petr Yan y Merab Dvalishvili encabezó este evento.
Un combate de peso gallo entre Mario Bautista y Guido Cannetti tuvo lugar en este evento. Anteriormente estaban programados para enfrentarse en UFC on ESPN: Barboza vs. Chikadze, pero Bautista se retiró tras dar positivo por COVID-19.
Se esperaba un combate de peso medio entre Makhmud Muradov y Abusupiyan Magomedov para este evento. Anteriormente estaban programados para enfrentarse en UFC Fight Night: Gane vs. Tuivasa pero Muradov se retiró debido a una lesión. A finales de febrero, se anunció que Muradov se había retirado de nuevo del combate.
Se esperaba un combate de peso gallo entre Raphael Assunção y Kyler Phillips para este evento.  Sin embargo, Phillips se retiró del evento por razones no reveladas y fue sustituido por Davey Grant.
Se esperaba un combate de peso semipesado entre Nikita Krylov y Ryan Spann para encabezar UFC Fight Night: Muniz vs. Allen. Sin embargo, el combate principal se canceló durante la retransmisión porque Krylov había caído enfermo. La pareja fue reprogramada para este evento en un peso de 215 libras.
Se esperaba un combate de peso wélter entre Carlston Harris y Abubakar Nurmagomedov para este evento. Sin embargo, Nurmagomedov se retiró del combate por motivos no revelados y fue sustituido por Jared Gooden. En el pesaje, Gooden pesó 177 libras, seis libras por encima del límite de peso wélter. El combate se celebró en el peso acordado y se le impuso una multa del 30% de su bolsa, que fue a parar a Harris.
También en el pesaje, Ricardo Ramos pesó 154 libras, ocho libras por encima del límite de peso pluma. Como resultado, su combate con Austin Lingo fue cancelado.

## Resultados
1. ↑  A Grant se le restó 1 punto en el tercer asalto debido a un agarrón en la valla.

## Bonificaciones
Los siguientes luchadores recibieron bonificaciones de $50.000 dólares.
- Pelea de la Noche: Vitor Petrino vs. Anton Turkalj
- Actuación de la Noche: Davey Grant y Bruno Gustavo da Silva